# كوريذالوس
كوريذالوس: (باليونانية:Κορυδαλλός)، (بالإنجليزية:Korydallos)، مدينة يونانية تقع في جنوب وسط البلاد ضمن منطقة أتيكا الإدارية، تتبع بيرايوس ضمن هذه المنطقة الإدارية.

## الموقع، السكان والتسمية
تعتبر كوريذالوس إحدى الضواحي الغربية لأثينا، بحيث تبعد عنها مسافة 7 كيلومترات للغرب، وتبعد عن بيرايوس مسافة 5 كيلومترات للشمال. وتقع بمعضمها على السفوح الشرقية لجبل إيغاليو.
يبلغ عدد سكانها حوالي 68 ألف نسمة.
تعود تسمية المدينة إلى الفترة الكلاسيكية فبحسب الميثولوجيا الإغريقية فإن أحد الوحوش الأسطورية الـبروكوستس (Procrustes) كانت تتخذ من موقع المدينة الحالي معقلاً لها

## التاريخ
في القرن السادس قبل الميلاد كانت كوريذالوس معروفة كإحدى بلدات أتيكا المئة، استمرت كقرية بالقرب من أثينا طوال القرون التالية. أصبح اسمها في القرن السادس عشر سان سكيتالودروميا (San Skytalodromia) ثم عرفت بعد ذلك باسم باتشي (Pachy).
في العام 1923 اعيد تسميتها إلى كوريذالوس وقتها كان عدد قاطنيها 2500 نسمة. ازداد عدد سكانها بشكل مضطرد منذ ذلك الحين.

## متفرقات
- أهم نادي كرة قدم في المدينة هو بروذفتيكي أف سي، وأيضاً نادي آيتوس كوريذالوس.

## أعلام
- كوستاس كيماكوجلو
- ميكاليس بيليكانوس
- فوتيوس كاتسيكاريس